# Бокиева, Суфро
Суфро Бокиева (15 декабря 1926 — 3 июня 2009 года) — доярка колхоза имени Ленина Исфаринского района Таджикской ССР. Герой Социалистического Труда и дважды избиралась депутатом Верховного Совета Таджикской ССР.

## Биография
Суфро Бокиева родилась 15 декабря 1926 года в селе Шахрак Исфаринского района Ходжентского округа Узбекской ССР (ныне Исфаринский район Согдийской области Таджикистана). В 1941 году начала работать в колхозе имени Ленина в Исфаринском районе. В 1954 году была назначена бригадиром шелководческой бригады. В 1958 году она перешла на работу дояркой на животноводческую ферму в колхозе имени Ленина. Вскоре Суфро стала одной из лучших доярок области. Она добилась лучшего показателя региона, получая от каждой коровы до 5 тысяч литров молока. В 1966 году по итогам семилетки указом Президиума Верховного Совета СССР за выдающиеся успехи в деле развития животноводства Суфро Бокиевой присвоено присвоено звание Героя Социалистического Труда с вручением ордена Ленина и золотой медали «Серп и Молот».
Суфро Бокиева продолжала трудиться дояркой до 1984 года, а затем возглавила звено животноводческой фермы до 1990 года. Она также занималась общественной деятельностью. Член Коммунистической партии Советского Союза. В 1963 году была избрана депутатом Верховного Совета Таджикской ССР 6-го созыва, а в 1971 году 8-го созыва. В 1976 году Суфро Бокиевой было присвоено звание «Мастер животноводства Таджикистана». 3 июня 2009 года Суфро Бокиева скончалась на 83 году жизни.

## Награды
- Орден Ленина, 1966 год
- Медаль «Серп и Молот», 1966 год
- Орден Октябрьской Революции
- Медаль «За доблестный труд в Великой Отечественной войне 1941—1945 гг.»
- Золотая медаль ВДНХ СССР (06.10.1970)
- Серебряная медаль ВДНХ СССР (08.07.1986)
- звание «Мастер животноводства Таджикистана»